# YKL-05-099
YKL-05-099是一种用作盐诱导激酶（SIK）抑制剂的试验药物。它具有抗炎作用，用于研究盐诱导激酶抑制剂在治疗白血病、骨质疏松症和肥胖症等多种疾病方面的潜在应用。